# زهرة إبشير أوغلو
زهرة إبشير أوغلو (بالتركية: Zehra İpşiroğlu) (ولدت في عام 1949) كاتبة تركية وناقدة مسرحية.
تعد زهرة إبشير أوغلو إبنة الثنائي خديجة نازان ومظهر شوكت إبشير أوغلو. أنهت زهرة تعليمها الثانوي في المدرسة النمساوية الثانوية وتخرجت من قسم اللغة الألمانية وآدابها وفلسفتها في جامعة إسطنبول، وفرايبورغ وبرلين. وفي عام 1976 شغلت زهرة إبشير أوغلو منصب عضو هيئة التدريس في قسم اللغة الألمانية وآدابها بكلية الآداب في جامعة إسطنبول. وفي عام 1922 قد أسست زهرة قسم النقد المسرحي والدرامي في الجامعة نفسها. وشغلت زهرة منصب رئيس القسم حتى عام 1998. ومنذ عام 1998 شغلت زهرة منصب عضو هيئة التدريس في قسم تعليم اللغة التركية في جامعة دويسبورج – إيسن في ألمانيا.
تحوي زهرة إبشير أوغلو على العديد من الكتب الخاطرة والقصص القصيرة والمسرحيات وبالإضافة إلى التراجم والمقالات البحثية التي كتبتها حول المسرح، والأدب، والتعليم، وأدب الأطفال والشباب وبالإضافة أيضاً إلى تراجمها ومقالاتها البحثية المتنوعة التي ترتكز على المسرح، والتعليم والأدب في خارج الوطن ومختلف الكتب التعاونية المنشورة في مجال التعليم والتدريب الإبداعي والتي أعدت نشره مع الأستاذ. الدكتور شيداء أوزيل ، والأستاذ. الدكتور. جال بايسال والأستاذ. الدكتور. نازان إبشير أوغلو وذلك في مبنى جمعية دعم الحياة المعاصرة.
تعيش الأستاذ. الدكتور زهرة إبشير أوغلو في كولين.

## جوائزها
•	جائزة المركز الأول عام 1977 : مسابقة قصة الفيلم السينمائي القومي
•	جائزة المركز الأول عام 1977 : النقد الأدبي الفني القومي
•	جائزة البحوث والدراسات المسرحية بوزارة الثقافة: عام 1933 (عن كتاب «الثورة في تركيا»)
•	جائزة مسابقة قصة أورهان كمال: عام 1997 (عن كتاب «مسرحية الكركدن»)
•	جائزة النقد بوزارة الثقافة: عام 1997 (عن كتاب «مناهج جديدة في تركيا»)

## أعمالها
•	التفاعل بين الثقافات في المسرح (2008)
•	الأدب التركي المعاصر (2007)
•	القوى البنائية: مقابلة مع توركان سايلان (2006)
•	وظائف النصوص الأدبية في دراسات الكتابة الإبداعية (2006)
•	لا يزال الأطفال الحاليين رائعين (2005)
•	مشاكل وحلول للشباب (عام 2005 سوياً مع نازان إبشير أوغلو، وشيداء أوزيل وأويا أدالي)
•	آثار (2004)
•	الإستقبال في المسرح (2004)
•	المصدر الأول من أجل تعليم الأدب التركي المعاصر (2004)
•	من اليوم إلى الأمس ومن الأمس إلى اليوم (سويا مع نازان إبشير أوغلو عام 2003)
•	قصص ودراسات وكتب ناظم حكمت من أجل الشباب (2003)
•	مسارات، أماكن، وجوه (2003)
•	في دولة الملك بينوكيو أوبو (2003)
•	مهنة الكتابة (سوياً مع فقية تشافوش – 2003)
•	أسس التعليم والتعلم الفكر من خوف التفكير (2002)
•	الأدب التركي المعاصر 1 (2001)
•	أبعاد وأنواع الريسبشن 2 (2001)
•	القراءة الإبداعية (سوياً مع نازان إبشير أوغلو – 2000)
•	لقد ألفنا كتاباً (سوياً مع نازان إبشير أوغلو وشيداء أوزيل عام 1999)
•	المسرح في إثر القرن العشرون (1998)
•	نقد النقد (1992)
•	ليفكر الأطفال العروسين سوياً (1998)
•	الطائرة المتحدثة (1998)
•	وسائل الإعلام المسرحية بأدب ثقافة الطفل (سوياً مع نازان إبشير أوغلو – 1997)
•	قضايا، وخيارات واقتراحات للتحديات الجديدة في التعليم (1997)
•	تعلم وتعليم الفكر (1997)
•	مسرحية وحيد القرن (1997)
•	مقدمة للدرامية الفكرية في المسرح (1995)
•	آفاق جديدة في المسرح (1992)
•	الكتابة المهنية (سوياً مع نازان إبشير أوغلو، وشيداء أوزيل وجال بايسال – 1991)
•	ثقافتنا المعاصرة (سويا مع نازان إبشير أوغلو عام 1990)
•	التربية الحديثة في مسار المجتمع الإبداعي (سوياً مع نازان إبشير أوغلو، وشيداء أوزيل وجال بايسال – 1989)
•	الثورة في المسرح (1988)
•	الواقع في المسرح المعارض (1978)

## التراجم
•	القاضي والجلاد – فريدريش دورينمات (1987)
•	مسرحيتين – هانريك إبسن (سوياً مع سنيحة بدري جوكنيل – 2006)
•	السيرة الذاتية – ماكس فريش (1992)
•	أشعار – فاتسلاف هافل (1992)